# Cesare Natali
Cesare Natali (Bérgamo, Italia, 5 de abril de 1979) es exfutbolista italiano que jugaba de defensa.

## Clubes
| Club                | País   | Año         |
| ------------------- | ------ | ----------- |
| Atalanta B. C.      | Italia | 1997 - 1998 |
| Calcio Lecco        | Italia | 1998 - 1999 |
| Atalanta B. C.      | Italia | 1999 - 2000 |
| Monza Brianza       | Italia | 2000 - 2001 |
| Atalanta B. C.      | Italia | 2001 - 2003 |
| Bologna F. C.       | Italia | 2003 - 2004 |
| Atalanta B. C.      | Italia | 2004 - 2005 |
| Udinese Calcio      | Italia | 2005 - 2007 |
| Torino F. C.        | Italia | 2007 - 2009 |
| A. C. F. Fiorentina | Italia | 2009 - 2012 |
| Bologna             | Italia | 2012 - 2015 |
| Sassuolo            | Italia | 2015        |